# Carlos Alonso González
Carlos Alonso González, (Santillana del Mar, 23 de agosto de 1952), mais conhecido como Santillana, é um ex-futebolista espanhol que atuou como atacante. É considerado um dos melhores atacantes da história do futebol espanhol - especialmente por seus cabeceios -, atuando pelo Real Madrid e pela Seleção Espanhola . Seu apelido vem da cidade onde nasceu.

## Carreira
Iniciou sua carreira no pequeno Satélite, time da cidade de Barreda (região da Cantábria), onde chegou a disputar o campeonato da terceira divisão espanhola. Após atuar por uma temporada no Racing de Santander, Santillana, então com dezenove anos, foi contratado pelo Real Madrid, tornando-se um dos protagonistas dos nove campeonatos nacionais conquistados pelo time entre 1971 e 1988 .
Encerrou sua carreira em 1988, numa partida contra o Valladolid, quando marcou seu último gol pelo Real Madrid. Neste dia, recebeu uma homenagem especial do clube e a Medalha ao Mérito Desportivo da Cantábria.
Jogando pelo Real Madrid, Santillana conquistou nove Campeonatos Espanhóis, quatro Copas do Rei e duas Copas da UEFA . Entre jogos oficiais e amistosos, disputou 778 partidas pelo time principal (um recorde superado apenas por Manuel Sanchís, na temporada 1997-1998), marcando 352 gols .
Atualmente, Santillana é um empresário do ramo esportivo.

## Seleção espanhola
Disputou 56 partidas pela Seleção Espanhola, marcando 15 gols. Representou seu país nas Copas do Mundo da Argentina (1978), Espanha (1982) e na Eurocopa de 1984, em que a Espanha foi derrotada pela França na final.
Na histórica partida contra a Seleção de Malta, em que a Espanha venceu o jogo pelo polêmico placar de 12 a 1 - quando precisava vencer por exatamente 11 gols de diferença para classificar-se para a Eurocopa de 1984 -, Santillana marcou quatro gols.

## Atuações
- Primeira Divisão Espanhola: 1971-72, 1974-75, 1975-76, 1977-78, 1978-79, 1979-80,1985-86, 1988-89
- Copa do Rei da Espanha: 1973-74, 1974-75, 1979-80, 1981-82
- Copa da UEFA: 1985, 1986

### Estatísticas
| Campeonato                 |       |      |       |
| Campeonato                 | Jogos | Gols | Média |
| -------------------------- | ----- | ---- | ----- |
| Primeira Divisão Espanhola | 461   | 186  | 0,40  |
| Copa do Rei da Espanha     | 84    | 49   | 0,58  |
| Liga dos Campeões da UEFA  | 46    | 21   | 0,46  |
| Recopa da UEFA             | 13    | 11   | 0,84  |
| Copa da UEFA               | 28    | 15   | 0,53  |
| Seleção Espanhola          | 56    | 15   | 0,27  |
| Total                      | 688   | 297  | 0,43  |

### Gols internacionais
| #   | Data                   | Local                                       | Adversário    | Placar | Resultado | Edição                                     |
| --- | ---------------------- | ------------------------------------------- | ------------- | ------ | --------- | ------------------------------------------ |
| 1.  | 16 de novembro de 1975 | Estádio Lia Manoliu, Bucareste, Romênia     | Romênia       | 0–2    | 2–2       | Eliminatórias - Campeonato Europeu de 1976 |
| 2.  | 24 de abril de 1976    | Estádio Vicente Calderón, Madri, Espanha    | Alemanha      | 1–0    | 1–1       | Eliminatórias - Campeonato Europeu de 1976 |
| 3.  | 4 de outubro de 1978   | Estádio Maksimir, Zagreb, Iugoslávia        | Iugoslávia    | 0–2    | 1–2       | Eliminatórias - Campeonato Europeu de 1980 |
| 4.  | 13 de dezembro de 1978 | Estádio El Hemántico, Salamanca, Espanha    | Chipre        | 3–0    | 5–0       | Eliminatórias - Campeonato Europeu de 1980 |
| 5.  | 9 de dezembro de 1979  | Estádio Tsirion, Limassol, Chipre           | Chipre        | 5-0    | 5–0       | Eliminatórias - Campeonato Europeu de 1980 |
| 6.  | 9 de dezembro de 1979  | Estádio Tsirion, Limassol, Chipre           | Chipre        | 0–2    | 1–3       | Eliminatórias - Campeonato Europeu de 1980 |
| 7.  | 27 de abril de 1983    | Estádio La Romareda, Zaragoza, Espanha      | Irlanda       | 1–0    | 2–0       | Eliminatórias - Campeonato Europeu de 1984 |
| 8.  | 16 de novembro de 1983 | Estádio De Kuip, Roterdã, Países Baixos     | Países Baixos | 1–1    | 2–1       | Eliminatórias - Campeonato Europeu de 1984 |
| 9.  | 21 de dezembro de 1983 | Estádio Benito Villamarín, Sevilha, Espanha | Malta         | 1–0    | 12–1      | Eliminatórias - Campeonato Europeu de 1984 |
| 10. | 21 de dezembro de 1983 | Estádio Benito Villamarín, Sevilha, Espanha | Malta         | 2–1    | 12–1      | Eliminatórias - Campeonato Europeu de 1984 |
| 11. | 21 de dezembro de 1983 | Estádio Benito Villamarín, Sevilha, Espanha | Malta         | 3–1    | 12–1      | Eliminatórias - Campeonato Europeu de 1984 |
| 12. | 21 de dezembro de 1983 | Estádio Benito Villamarín, Sevilha, Espanha | Malta         | 9–1    | 12–1      | Eliminatórias - Campeonato Europeu de 1984 |
| 13. | 11 de abril de 1984    | Estádio de Mestalla, Valência, Espanha      | Dinamarca     | 1–1    | 2–1       | Jogo amistoso                              |
| 14. | 26 de maio de 1984     | Stade des Charmilles, Genebra, Suíça        | Suíça         | 0–1    | 0–4       | Jogo amistoso                              |
| 15. | 17 de junho de 1984    | Stade Vélodrome, Marselha, França           | Portugal      | 0–1    | 0–4       | Campeonato Europeu de 1984                 |

## Títulos

### Clube
Real Madrid
- La Liga: 1971–72, 1974–75, 1975–76, 1977–78, 1978–79, 1979–80, 1985–86, 1986–87, 1987–88
- Copa del Rey: 1973–74, 1974–75, 1979–80, 1981–82
- Copa de la Liga: 1985
- UEFA Cup: 1984–85, 1985–86

### International
Espanha
- Eurocopa de 1984: Vice

### Individual
- Pichichi (Segunda División): 1970–71

## Nota
- Este artigo foi inicialmente traduzido, total ou parcialmente, do artigo da Wikipédia em castelhano cujo título é «Santillana (futbolista)», especificamente desta versão.